# Christian Gerson
Christian Gerson, eigentlich Gerson ben Meir Biberach (* 1. August 1567 in Recklinghausen; † 25. September 1622 in Bernburg), war als Konvertit ein evangelischer Theologe und polemischer Autor.

## Leben
Christian Gerson wurde 1569 in Recklinghausen als Gerson ben Meir Biberach in eine jüdische Familie geboren. Er erlebte eine sorgfältig traditionelle Ausbildung. Zwölf Jahre studierte er an verschiedenen jüdischen höheren Schulen und erwarb sich so profunde Talmudkenntnisse. Nach Abschluss des Studiums wirkte er vier Jahre lang als Talmudlehrer in mehreren Orten (Frankfurt am Main, Jülich, Trier und Essen). Aus der im Jahr 1595 geschlossenen Ehe gingen zwei Söhne hervor, von denen der zweite schon bald starb.

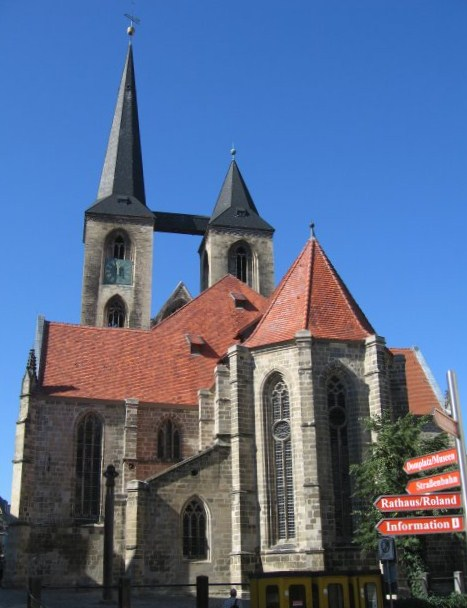
Martinikirche von Halberstadt, in welcher Gerson sich taufen ließ

Die Angaben über seine frühes Leben, wie auch seine Bekehrungserzählung, hat Gerson in seiner veröffentlichten Ausgabe Der Jüden Thalmut wiedergegeben. Nach diesen Angaben, erhielt er von einer christlichen Nachbarin für eine Leihgabe eine Bibel als Pfand. Er habe zusammen mit seinen Verwandten darin geblättert und sich über den Inhalt lustig gemacht. Später habe er die Bibel im Geheimen erneut durchgelesen und hätte sich vom Wahrheitsgehalt des Neuen Testaments überzeugen lassen. Nach anfänglichem Skrupel habe er Recklinghausen und seine Familie verlassen und sei nach Halberstadt gezogen, wo er sich am 19. Oktober 1600 öffentlich taufen ließ und den Namen Christian(us) annahm.
Nach der Taufe zog er nach Helmstedt, wo er Vorlesungen in Hebräisch hielt. Auf Veranlassung des Königs von Dänemark nahm er den Ruf an die Theologische Fakultät von Kopenhagen an, wo er ebenfalls Vorlesungen in Hebräisch hielt. Er stand mit anderen Hebräisten in Briefkontakt, so etwa mit dem Basler Gelehrten Johann Buxtorf.
Mit seinem Übertritt zum Christentum hat Gerson, wie er selber betonte, all sein Hab und Gut verloren. Seine Frau wollte seinem Schritt nicht nachvollziehen und reichte die Trennung ein. Es gelang Gerson jedoch, seinen Sohn und einen seiner Brüder vom Christentum zu überzeugen, sodass sich die beiden 1605, ebenfalls in Halberstadt, taufen ließen.
Im Jahr 1608 nahm Gerson die Stelle einer Predigers in Bernburg an, ohne dass er zuvor eine eigentliche theologische Ausbildung erfahren hatte. Als Prediger soll er sehr populär gewesen sein. Gerson amtete zuerst als Diakon und später als Pastor der Gemeinde. Daneben suchte er, besonders mit seinen antijüdischen Schriften, unter jüdischen Mitbürgern für den christlichen Glauben zu werben. Aus seiner zweiten Heirat mit einer Bürgertochter aus Bernburg gingen ein Sohn und zwei Töchter hervor.
Zweiundzwanzig Jahr nach seinem Übertritt zum Christentum kam Gerson bei einem Unfall ums Leben. Als er sich nach der Trauung der Tochter eines benachbarten Pastors in Latdorf auf den Heimweg begab, brannten die Pferde der Kutsche durch und stoppten erst, als das Gefährt in der Saale kippte. Pastor Gerson ertrank am 25. September in den Fluten des Flusses.

## Werke
- Der Jüden Thalmvd fürnembster innhalt, vnd Widerlegung, Goslar 1607 (3. Aufl., Gera 1618).
- Chelec: oder Thalmudischer Judenschatz, Helmstedt 1610.